# Brillante Mendoza
Brillante Mendoza (30 de Julho de 1960) é um diretor filipino. Ele já dirigiu nove filmes desde 2005. Foi premiado como melhor diretor no 62º Festival de Cannes pelo filme Kinatay. Seu último filme, Lola (2009) ganhou o prêmio de melhor filme no 6º Festival Internacional de Dubai.